# التعمية ما بعد الكم
التعمية ما بعد الكم (بالإنجليزية: Post-quantum cryptography (PQC))، والذي يُشار إليه أحيانًا باسم التعمية المقاومة للكم (بالإنجليزية: Quantum-proof)، أو الآمنة للكم (بالإنجليزية: Quantum-safe)، أو المقاومة للكم (بالإنجليزية: Quantum-resistant)، هو تطوير خوارزميات التعمية (عادةً خوارزميات المفتاح العام) التي يُعتقد حاليًا أنها آمنة ضد هجوم تحليلي مشفر بواسطة جهاز كمبيوتر كمي. تعتمد خوارزميات المفتاح العام الأكثر استخدامًا على صعوبة إحدى المشكلات الرياضية الثلاث: مشكلة تحليل الأعداد الصحيحة، أو مشكلة اللوغاريتم المنفصل ‏، أو مشكلة اللوغاريتم المنفصل للمنحنى الإهليلجي. يمكن حل كل هذه المشاكل بسهولة باستخدام حاسوب كمي قوي بدرجة كافية يعمل بخوارزمية شور أو ربما بدائل أخرى.
اعتبارًا من عام 2024، تفتقر أجهزة الكمبيوتر الكمومية إلى قوة المعالجة اللازمة لكسر خوارزميات التشفير المستخدمة على نطاق واسع؛ ومع ذلك، نظرًا لطول الوقت المطلوب للانتقال إلى التشفير الآمن الكمومي، يقوم خبراء التشفير بالفعل بتصميم خوارزميات جديدة للتحضير لواي 2 كيو (بالإنجليزية: Y2Q) أو كيو-داي (بالإنجليزية: Q-Day)، وهو اليوم الذي ستكون فيه الخوارزميات الحالية عرضة لهجمات الحوسبة الكمومية. توفر نظرية موسكا ‏ إطار عمل لتحليل المخاطر يساعد المؤسسات على تحديد مدى السرعة التي تحتاجها لبدء الهجرة.
وقد حظي عملهم باهتمام من الأكاديميين والصناعة من خلال سلسلة مؤتمرات بي كيو كريبتو التي استضافتها منذ عام 2006، والعديد من ورش العمل حول التشفير الآمن الكمي التي استضافتها معهد معايير الاتصالات الأوروبية (ETSI)، ومعهد الحوسبة الكمومية. كما يُنظر إلى وجود حصاد واسع النطاق الآن، وفك تشفير البرامج اللاحقة، ‏ على أنه دافع للتقديم المبكر لخوارزميات ما بعد الكم، حيث قد تظل البيانات المسجلة الآن حساسة لسنوات عديدة في المستقبل.
على النقيض من التهديد الذي يشكله الحوسبة الكمومية على خوارزميات المفتاح العام الحالية، فإن معظم خوارزميات التشفير المتماثل ووظائف التجزئة الحالية تعتبر آمنة نسبيًا ضد هجمات أجهزة الكمبيوتر الكمومية. في حين أن خوارزمية جروفر الكمومية تعمل على تسريع الهجمات ضد الشفرات المتماثلة، فإن مضاعفة حجم المفتاح يمكن أن تعاكس هذه الهجمات بشكل فعال. وبالتالي فإن التشفير المتماثل بعد الكم لا يحتاج إلى أن يختلف بشكل كبير عن التشفير المتماثل الحالي.
في عام 2024، أصدر المعهد الوطني الأمريكي للمعايير والتكنولوجيا (NIST) الإصدارات النهائية لمعايير التشفير الثلاثة الأولى لما بعد الكم.

## الخوارزميات
تركز أبحاث التشفير ما بعد الكم بشكل أساسي على ستة مناهج مختلفة:

### التشفير القائم على الشبكة
يتضمن هذا النهج أنظمة تشفير مثل التعلم بالأخطاء، والتعلم الحلقي بالأخطاء ‏ (رينغ-إل دبليو إي)، وتبادل مفاتيح التعلم الحلقي بالأخطاء ‏، وتوقيع التعلم الحلقي بالأخطاء ‏، وأنظمة التشفير القديمة نترو أو جي جي إتش ‏، وتوقيع نترو الأحدث ‏ وتوقيعات بليز ‏. لقد تمت دراسة بعض هذه المخططات، مثل تشفير نترو، لسنوات عديدة دون أن يتمكن أحد من العثور على هجوم محتمل. وقد أثبتت خوارزميات أخرى مثل خوارزميات إل دبليو إي الحلقية أن أمنها يقتصر على أسوأ الحالات. اقترحت مجموعة دراسة التشفير ما بعد الكم التي ترعاها المفوضية الأوروبية دراسة متغير Stehle-Steinfeld من نترو من أجل التوحيد القياسي بدلاً من خوارزمية نترو. في ذلك الوقت، كانت نترو لا تزال حاصلة على براءة اختراع. أشارت الدراسات إلى أن نترو قد يكون لها خصائص أكثر أمانًا من الخوارزميات الأخرى القائمة على الشبكة.

### التشفير المتعدد المتغيرات
ويتضمن ذلك أنظمة التشفير مثل مخطط قوس قزح (الزيت والخل غير المتوازن) الذي يعتمد على صعوبة حل أنظمة المعادلات المتعددة المتغيرات. لقد فشلت العديد من المحاولات لبناء مخططات تشفير آمنة للمعادلات المتعددة المتغيرات. ومع ذلك، فإن مخططات التوقيع المتعددة المتغيرات مثل قوس قزح يمكن أن توفر الأساس لتوقيع رقمي آمن كمي. تم تسجيل براءة اختراع لمخطط توقيع قوس قزح (تنتهي صلاحية براءة الاختراع في أغسطس 2029).

### التشفير القائم على التجزئة
يتضمن ذلك أنظمة التشفير مثل توقيعات لامبورت ‏، ونظام توقيع ميركل ‏، وإكس إم إس إس، سفينكس، وأنظمة ووتس. تم اختراع التوقيعات الرقمية القائمة على التجزئة في أواخر سبعينيات القرن العشرين على يد رالف ميركل وتمت دراستها منذ ذلك الحين كبديل مثير للاهتمام للتوقيعات الرقمية القائمة على نظرية الأعداد مثل آر إس إيه ودي إس إيه. العيب الأساسي لها هو أنه بالنسبة لأي مفتاح عام يعتمد على التجزئة، هناك حد لعدد التوقيعات التي يمكن توقيعها باستخدام مجموعة المفاتيح الخاصة المقابلة. وقد أدت هذه الحقيقة إلى تقليل الاهتمام بهذه التوقيعات حتى تم إحياء الاهتمام بها مرة أخرى بسبب الرغبة في التشفير الذي كان مقاومًا للهجوم بواسطة أجهزة الكمبيوتر الكمومية. يبدو أنه لا توجد براءات اختراع على مخطط توقيع ميركل[بحاجة لمصدر] وهناك العديد من وظائف التجزئة غير الحاصلة على براءة اختراع والتي يمكن استخدامها مع هذه المخططات. تم وصف مخطط التوقيع المعتمد على التجزئة XMSS الذي طوره فريق من الباحثين تحت إشراف يوهانس بوخمان ‏ في آر إف سي 8391.
لاحظ أن جميع المخططات المذكورة أعلاه عبارة عن توقيعات لمرة واحدة أو محدودة الوقت، وقد اخترع موني ناعور وموتي يونغ ‏ التجزئة يو أو دبليو إتش إف في عام 1989 وصمما توقيعًا يعتمد على التجزئة (مخطط ناور-يونغ) والذي يمكن استخدامه لفترة غير محدودة (أول توقيع من هذا النوع لا يتطلب خصائص باب مصيدة).

### التشفير القائم على الكود
يتضمن ذلك أنظمة التشفير التي تعتمد على أكواد تصحيح الأخطاء، مثل خوارزميات تشفير ماكليس ونيديررايتر ومخطط توقيع كورتوا وفينياس وسيندرير ذي الصلة. لقد صمد توقيع ماكليس الأصلي باستخدام أكواد غوبا ‏ العشوائية أمام التدقيق لأكثر من 40 عامًا. ومع ذلك، فقد ثبت أن العديد من المتغيرات لمخطط ماكليس، والتي تسعى إلى إدخال المزيد من البنية في الكود المستخدم من أجل تقليل حجم المفاتيح، غير آمنة. أوصت مجموعة دراسة التشفير ما بعد الكم التي ترعاها المفوضية الأوروبية بنظام تشفير المفتاح العام ماكليس كمرشح للحماية طويلة الأمد ضد هجمات أجهزة الكمبيوتر الكمومية.

### التشفير القائم على التماثل الجيني
تعتمد أنظمة التشفير هذه على خصائص الرسوم البيانية المتجانسة للمنحنيات الإهليلجية (والأصناف الإبيلية ‏ ذات الأبعاد الأعلى) على الحقول المحدودة، وخاصة الرسوم البيانية المتجانسة الفائقة ‏، لإنشاء أنظمة تشفير. من بين الممثلين الأكثر شهرة لهذا المجال تبادل المفاتيح الشبيه بديفي وهيلمان-سي سيده، والذي يمكن أن يعمل كبديل مباشر مقاوم للكم لطرق تبادل المفاتيح ديفي وهيلمان والمنحنيات الإهليلجية ديفي هيلمان التي تستخدم على نطاق واسع اليوم، ومخطط التوقيع سكواين الذي يعتمد على التكافؤ التصنيفي بين المنحنيات الإهليلجية الفائقة والترتيبات القصوى في أنواع معينة من جبر الرباعيات. تم كسر بناء آخر مشهور على نطاق واسع، وهو سيده/سايك ‏، بشكل مذهل في عام 2022. ومع ذلك فإن الهجوم خاص بعائلة مخططات سيده/سايك ولا ينطبق على الإنشاءات الأخرى القائمة على التماثل الجيني.

### مقاومة الكم الرئيسية المتماثلة
إذا تم استخدام أحجام مفاتيح كبيرة بما فيه الكفاية، فإن أنظمة التشفير بالمفتاح المتماثل مثل معيار التعمية المتقدم وسنو 3 جي ‏ تكون بالفعل مقاومة للهجوم بواسطة الكمبيوتر الكمومي. علاوة على ذلك، فإن أنظمة إدارة المفاتيح والبروتوكولات التي تستخدم تشفير المفتاح المتماثل بدلاً من تشفير المفتاح العام مثل كيربيروس وبنية مصادقة الشبكة المحمولة 3 جي بيه بيه آمنة أيضًا بطبيعتها ضد الهجوم بواسطة جهاز كمبيوتر كمي. نظرًا لانتشارها على نطاق واسع في العالم بالفعل، يوصي بعض الباحثين بالتوسع في استخدام إدارة المفاتيح المتماثلة الشبيهة بكيربيروس كطريقة فعالة للحصول على تشفير ما بعد الكم اليوم.

## التخفيضات الأمنية
في البحث في مجال التشفير، من المستحسن إثبات تكافؤ خوارزمية التشفير ومشكلة رياضية صعبة معروفة. تُسمى هذه الأدلة عادةً بـ«تخفيضات الأمان»، وتُستخدم لإظهار صعوبة كسر خوارزمية التشفير. بعبارة أخرى، يتم تقليص أمان خوارزمية تشفير معينة إلى أمان مشكلة صعبة معروفة. يبحث الباحثون بشكل نشط عن تخفيضات أمنية في آفاق التشفير ما بعد الكم. النتائج الحالية موجودة هنا:

### التشفير القائم على الشبكة – توقيع رينغ-إل دبليو إي
في بعض إصدارات رينغ-إل دبليو إي يوجد تخفيض للأمان إلى مشكلة أقصر متجه (إس في بي) ‏ في الشبكة باعتبارها الحد الأدنى للأمان. من المعروف أن مشكلة أقصر متجه من مسائل إن بي الصعبة. تتضمن أنظمة إل دبليو إي الحلقية المحددة التي تتمتع بتخفيضات أمنية قابلة للإثبات نوعًا مختلفًا من توقيعات إل دبليو إي الحلقية الخاصة بليوباشيفسكي والتي تم تحديدها في ورقة بحثية كتبها غونيسو وليوباشيفسكي وبوبلمان. يعد مخطط توقيع جي إل واي بي إتش أحد أشكال تعلم الحلقة باستخدام توقيع الأخطاء والذي يأخذ في الاعتبار نتائج الأبحاث التي جاءت بعد نشر توقيع GLP في عام 2012. هناك توقيع آخر لرينغ-إل دبليو إي وهو رينغ-تيسلا. يوجد أيضًا «متغير غير عشوائي» من إل دبليو إي، يسمى التعلم بالتقريب (إل دبليو آر)، والذي ينتج «تسريعًا محسنًا (عن طريق إزالة أخطاء أخذ العينات الصغيرة من توزيع يشبه التوزيع الغاوسي مع أخطاء حتمية) وعرض النطاق الترددي». في حين يستخدم إل دبليو إي إضافة خطأ صغير لإخفاء البتات السفلية، يستخدم إل دبليو آر التقريب لنفس الغرض.

### التشفير القائم على الشبكة – نترو، بليز
يُعتقد أن أمان مخطط تشفير نترو وتوقيع بليز مرتبط بمشكلة المتجه الأقرب (سي في بي) ‏ في الشبكة، ولكن لا يمكن إثبات ذلك بشكل قابل للاختزال. من المعروف أن مشكلة المتجه الأقرب من مسائل إن بي الصعبة. اقترحت مجموعة دراسة التشفير ما بعد الكم التي ترعاها المفوضية الأوروبية دراسة متغير شتيله-ستاينفيلد من نترو، والذي يحتوي على تخفيض أمني، للاستخدام على المدى الطويل بدلاً من خوارزمية نترو الأصلية.

### التشفير المتعدد المتغيرات – الزيت والخل غير المتوازن
مخططات توقيع الزيت والخل غير المتوازنة هي بدائيات تشفير غير متماثلة تعتمد على كثيرات حدود متعددة المتغيرات عبر مجال محدود خطأ رياضيات (خطأ في الصياغة): {\displaystyle \mathbb{F{{#parsoid\0fragment:0}} }
. أظهر بوليجين وبيتزولدت وبوخمان اختزالًا لأنظمة يو أو في التربيعية العامة متعددة المتغيرات إلى مسألة حل المعادلات التربيعية متعددة المتغيرات إن بي-Hard.

### التشفير القائم على التجزئة – مخطط توقيع ميركل
في عام 2005، أثبت لويس جارسيا أن هناك انخفاضًا في أمان توقيعات شجرة هاش ميركل فيما يتعلق بأمان دالة التجزئة الأساسية. أظهر جارسيا في ورقته أنه إذا كانت وظائف التجزئة أحادية الاتجاه موجودة حسابيًا، فإن توقيع شجرة تجزئة ميركل آمن بشكل يمكن إثباته
لذلك، إذا استخدم أحد دالة تجزئة ذات تخفيض قابل للإثبات للأمان إلى مشكلة صعبة معروفة، فسيكون لديه تخفيض قابل للإثبات للأمان لتوقيع شجرة ميركل إلى تلك المشكلة الصعبة المعروفة.
أوصت مجموعة دراسة التشفير ما بعد الكم التي ترعاها المفوضية الأوروبية باستخدام مخطط توقيع ميركل للحماية الأمنية طويلة الأمد ضد أجهزة الكمبيوتر الكمومية.

### التشفير القائم على الكود – ماك إيليس
يتمتع نظام تشفير ماكليس بتخفيض أمني لمشكلة فك التشفير المتلازمي (SDP). من المعروف أن إس دي بي من مسائل إن بي صعبة. أوصت مجموعة دراسة التشفير ما بعد الكم التي ترعاها المفوضية الأوروبية باستخدام هذا التشفير للحماية طويلة الأمد ضد الهجوم بواسطة جهاز كمبيوتر كمي.

### التشفير القائم على الكود – رلس
في عام 2016، اقترح وانج مخطط تشفير عشوائي خطي رلس والذي يعتمد على مخططات ماكليس. يمكن إنشاء مخطط رلس باستخدام أي كود خطي مثل كود ريد-سولومان عن طريق إدراج أعمدة عشوائية في مصفوفة مولد الكود الخطي الأساسية.

### تشفير منحنى إهليلجي فائق التفرد
يرتبط الأمن بمشكلة بناء تماثل بين منحنيين متفردين لهما نفس عدد النقاط. يشير التحقيق الأخير حول صعوبة هذه المشكلة الذي أجراه ديلفز وجالبرث إلى أن هذه المشكلة صعبة بقدر ما اقترح مخترعو تبادل المفاتيح. لا يوجد تخفيض أمني لمشكلة إن بي-هارد المعروفة.

## المقارنة
إحدى الخصائص المشتركة للعديد من خوارزميات التشفير ما بعد الكم هي أنها تتطلب أحجام مفاتيح أكبر من خوارزميات المفاتيح العامة «ما قبل الكم» المستخدمة بشكل شائع. غالبًا ما تكون هناك مقايضات يجب إجراؤها في حجم المفتاح والكفاءة الحسابية وحجم النص المشفر أو التوقيع. يسرد الجدول بعض القيم لمخططات مختلفة عند مستوى أمان ما بعد الكم 128 بت.
| الخوارزمية                                 | النوع            | المفتاح العام | المفتاح الخاص | الإمضاء |
| ------------------------------------------ | ---------------- | ------------- | ------------- | ------- |
| إم إل-دي إس إيه                            | شبكة             | 1،312 ب       | 2،560 ب       | 2،420 ب |
| تشفير نترو ‏                                | شبكة             | 766٫25 ب      | 842٫875 ب     |         |
| نظام نترو برايم المبسط[بحاجة لمصدر]        | شبكة             | 154 ب         |               |         |
| قوس قزح                                    | متعدد المتغيرات  | 124 ك ب       | 95 ك ب        |         |
| سفنكس                                      | توقيع التجزئة    | 1 ك ب         | 1 ك ب         | 41 ك ب  |
| سفنكس+                                     | توقيع التجزئة    | 32 ب          | 64 ب          | 8 ك ب   |
| بليز-2                                     | شبكة             | 7 ك ب         | 2 ك ب         | 5 ك ب   |
| توقيع جي إل واي بي إتش المتغير من جي إل بي | رينغ-إل دبليو إي | 2 ك ب         | 0.4 ك ب       | 1.8 ك ب |
| نيوهوب                                     | رينغ-إل دبليو إي | 2 ك ب         | 2 ك ب         |         |
| ماكليس القائم على غوبا ‏                    | قائم على الكود   | 1 م ب         | 11.5 ك ب      |         |
| التشفير العشوائي القائم على الكود الخطي    | رلس              | 115 ك ب       | 3 ك ب         |         |
| ماكليس شبه الدوري القائم على إم دي بي سي   | قائم على الكود   | 1٬232 ب       | 2٬464 ب       |         |
| سيده                                       | تماثل التكاثر    | 564 ب         | 48 ب          |         |
| سيده (مفاتيح مضغوطة)                       | تماثل التكاثر    | 330 ب         | 48 ب          |         |
| سجل منفصل 3072 بت                          | ليس بي كيو سي    | 384 ب         | 32 ب          | 96 ب    |
| منحنى إهليلجي 256 بت                       | ليس بي كيو سي    | 32 ب          | 32 ب          | 65 ب    |

أحد الاعتبارات العملية عند الاختيار بين خوارزميات التشفير ما بعد الكم هو الجهد المطلوب لإرسال المفاتيح العامة عبر الإنترنت. من وجهة النظر هذه، توفر خوارزميات رينغ-إل دبليو إي ونترو وسيده أحجام مفاتيح ملائمة أقل من 1 كيلو بايت، مفاتيح عامة للتوقيع التجزئة تأتي في أقل من 5 ك ب، ويستغرق ماكليس المستند إلى إم دي بيه سي حوالي 1 كيلو بايت. من ناحية أخرى، تتطلب مخططات قوس قزح حوالي 125 يتطلب ماكليس المستند إلى ك ب وغوبا ما يقرب من 1 مفتاح م ب.

### التشفير القائم على الشبكة - تبادل مفاتيح إل دبليو إي وتبادل مفاتيح رينغ-إل دبليو إي
تم اقتراح الفكرة الأساسية لاستخدام إل دبليو إي ورينغ إل دبليو إي لتبادل المفاتيح وتم تقديمها إلى جامعة سينسيناتي في عام 2011 من قبل جينتاي دينج. الفكرة الأساسية تأتي من ارتباطية عمليات ضرب المصفوفات، ويتم استخدام الأخطاء لتوفير الأمان. ظهرت الورقة في عام 2012 بعد تقديم طلب براءة اختراع مؤقت في عام 2012.
في عام 2014، قدم بيكرت مخطط نقل رئيسي يتبع نفس الفكرة الأساسية لفكرة دينج، حيث تم أيضًا استخدام الفكرة الجديدة المتمثلة في إرسال إشارة إضافية مكونة من 1 بت للتقريب في بناء دينج. للحصول على ما يزيد قليلاً عن 128 بت من الأمان، يقدم سينغ مجموعة من المعلمات التي تحتوي على مفاتيح عامة مكونة من 6956 بت لمخطط بيكرت. وسيكون المفتاح الخاص المقابل حوالي 14000 بت.
في عام 2015، تم تقديم تبادل مفتاح موثق مع أمان أمامي قابل للإثبات يتبع نفس الفكرة الأساسية لفكرة Ding في Eurocrypt 2015، وهو امتداد لبناء HMQV في Crypto2005. يتم توفير المعلمات لمستويات الأمان المختلفة من 80 بت إلى 350 بت، إلى جانب أحجام المفاتيح المقابلة في الورقة.

### التشفير القائم على الشبكة – تشفير نترو
للحصول على 128 بت من الأمان في نترو، يوصي هيرشهورن وهوفشتاين وهاوغريف-غراهام ووايت باستخدام مفتاح عام مُمَثَّل بمعادلة حدودية من الدرجة 613 بمعاملات خطأ رياضيات (خطأ في الصياغة): {\displaystyle \bmod{\left(2^{10}\right){{#parsoid\0fragment:1}} }
. ينتج عن ذلك مفتاح عام بطول 6130 بت. أما المفتاح الخاص المقابل، فسيكون بطول 6743 بت.

### التشفير المتعدد المتغيرات – توقيع قوس قزح
بالنسبة لـ128 بت من الأمان وأصغر حجم توقيع في مخطط توقيع معادلة تربيعية متعددة المتغيرات قوس قزح، يوصيبيتزولدت وبوليجين وبوخمان باستخدام المعادلات في GF (31) بحجم مفتاح عام يزيد قليلاً عن 991000 بت، ومفتاح خاص يزيد قليلاً عن 740000 بت والتوقيعات الرقمية التي يبلغ طولها 424 بت.

### التشفير القائم على التجزئة – مخطط توقيع ميركل
من أجل الحصول على 128 بت من الأمان للتوقيعات القائمة على التجزئة لتوقيع مليون رسالة باستخدام طريقة شجرة ميركل الكسورية لناور شينهاف و وول فإن أحجام المفاتيح العامة والخاصة يبلغ طولها حوالي 36000 بت.

### التشفير القائم على الكود – ماك إيليس
بالنسبة لـ128 بت من الأمان في مخطط ماكليس، توصي مجموعة دراسة التشفير ما بعد الكم التابعة للمفوضية الأوروبية باستخدام رمز غوبا ثنائي بطول لا يقل عن n = 6960 وبُعد لا يقل عن k = 5413، وقادر على تصحيح أخطاء t = 119. باستخدام هذه المعلمات، سيكون المفتاح العام لنظام ماكليس عبارة عن مصفوفة مولد منهجية يأخذ جزءها غير المتطابق k × (n − k) = 8373911 بت. المفتاح الخاص المقابل، والذي يتكون من دعم الكود مع n = 6960 عنصرًا من GF(2 13) ومتعدد الحدود المولد مع t = 119 معاملات من GF(2 13)، سيكون طوله 92027 بت.
وتقوم المجموعة أيضًا بالتحقيق في استخدام أكواد إم دي بيه سي شبه دورية بطول لا يقل عن n = 216 + 6 = 65542 وبُعد لا يقل عن k = 215 + 3 = 32771، وقادرة على تصحيح أخطاء t = 264. باستخدام هذه المعلمات، سيكون المفتاح العام لنظام ماكليس هو الصف الأول من مصفوفة المولد المنهجي التي يأخذ جزءها غير الهوياتي k = 32771 بت. المفتاح الخاص، وهو مصفوفة شبه دورية للتحقق من التكافؤ مع d = 274 إدخالاً غير صفري في عمود (أو ضعف ذلك في صف)، لا يأخذ أكثر من d × 16 = 4384 بت عندما يتم تمثيله كإحداثيات الإدخالات غير الصفرية في الصف الأول.
يوصي باريتو وآخرون باستخدام رمز جوبا ثنائي بطول لا يقل عن n = 3307 وبُعد لا يقل عن k = 2515، وقادر على تصحيح أخطاء t = 66. باستخدام هذه المعلمات، سيكون المفتاح العام لنظام ماكليس عبارة عن مصفوفة مولدة منهجية يأخذ جزءها غير المتطابق k × (n − k) = 1991880 بت. سيكون المفتاح الخاص المقابل، والذي يتكون من دعم الكود مع n = 3307 عناصر من GF(2 12) ومتعدد الحدود المولد مع t = 66 معاملات من GF(2 12)، بطول 40476 بت.

### تشفير منحنى إهليلجي فائق التفرد
بالنسبة لـ128 بت من الأمان في طريقة ديفي-هيلمان (سيده) للتكاثر المفرد الفائق، يوصي دي فيو وجاو وبلوت باستخدام منحنى مفرد فائق modulo عدد أولي مكون من 768 بت. إذا تم استخدام ضغط نقطة المنحنى الإهليلجي، فلن يلزم أن يزيد طول المفتاح العام عن 8x768 أو 6144 بت. أظهرت ورقة بحثية نُشرت في مارس 2016 بواسطة المؤلفين أزارديراخش وجاو وكالاش وكوزيل وليوناردي كيفية خفض عدد البتات المرسلة إلى النصف، وقد تم تحسين ذلك بشكل أكبر بواسطة المؤلفين كوستيلو وجاو ولونجا ونيريج ورينيس وأوربانيك مما أدى إلى إصدار مفتاح مضغوط لبروتوكول سيده مع مفاتيح عامة بحجم 2640 بت فقط. وهذا يجعل عدد البتات المرسلة مكافئًا تقريبًا لآر إس إيه غير الكمي الآمن وديفي-هيلمان على نفس مستوى الأمان الكلاسيكي.

### التشفير القائم على المفتاح المتماثل
كقاعدة عامة، بالنسبة لـ128 بت من الأمان في نظام يعتمد على المفتاح المتماثل، يمكننا استخدام أحجام مفاتيح تبلغ 256 بت بأمان. أفضل هجوم كمي ضد أنظمة المفاتيح المتماثلة التعسفية هو تطبيق خوارزمية جروفر، والتي تتطلب عملاً يتناسب مع الجذر التربيعي لحجم مساحة المفتاح. إن نقل مفتاح مشفر إلى جهاز يمتلك المفتاح المتماثل اللازم لفك تشفير هذا المفتاح يتطلب أيضًا ما يقرب من 256 بت. من الواضح أن أنظمة المفاتيح المتماثلة توفر أصغر أحجام المفاتيح للتشفير ما بعد الكم.[بحاجة لمصدر]

## السرية المسبقة
يُظهر نظام المفتاح العام خاصية تُعرف بالسرية الأمامية المثالية عندما يقوم بإنشاء مفاتيح عامة عشوائية لكل جلسة لأغراض اتفاق المفتاح. وهذا يعني أن المساس برسالة واحدة لا يمكن أن يؤدي إلى المساس برسائل أخرى، وكذلك لا توجد قيمة سرية واحدة يمكن أن تؤدي إلى المساس برسائل متعددة. يوصي خبراء الأمن باستخدام خوارزميات التشفير التي تدعم السرية المباشرة بدلاً من تلك التي لا تدعمها. السبب وراء ذلك هو أن السرية المباشرة يمكن أن تحمي من المساس بالمفاتيح الخاصة طويلة الأمد المرتبطة بأزواج المفاتيح العامة/الخاصة. ويُنظر إلى هذا باعتباره وسيلة لمنع المراقبة الجماعية من قبل وكالات الاستخبارات.
يمكن لكل من تبادل المفاتيح رينغ-إل دبليو إي وتبادل المفاتيح ديفي-هيلمان (سيده) المتماثل الفائق دعم السرية الأمامية في تبادل واحد مع الطرف الآخر. يمكن أيضًا استخدام كل من رينغ-إل دبليو إي وسيده دون سرية التوجيه الأمامي من خلال إنشاء متغير من متغير التشفير الكلاسيكي الجمال من ديفي-هيلمان.
لا تدعم الخوارزميات الأخرى المذكورة في هذه المقالة، مثل نترو، السرية الأمامية كما هي.
يمكن استخدام أي نظام تشفير مفتاح عام معتمد لبناء تبادل مفتاح بسرية تامة.

## مشروع الخزنة الكمومية المفتوحة
بدأ مشروع الخزنة الكمومية المفتوحة (بالإنجليزية: Open Quantum Safe (OQS)) في أواخر عام 2016 وكان هدفه تطوير ونمذجة التشفير المقاوم للكم. ويهدف إلى دمج مخططات ما بعد الكم الحالية في مكتبة واحدة: ليبوكس. ليبوكس هي مكتبة سي مفتوحة المصدر لخوارزميات التشفير المقاومة للكم. يركز في البداية على خوارزميات تبادل المفاتيح، لكنه الآن يشمل العديد من مخططات التوقيع. إنه يوفر واجهة برمجة تطبيقات مشتركة مناسبة لخوارزميات تبادل المفاتيح بعد الكم، وسيجمع معًا تنفيذات مختلفة. ستتضمن ليبوكس أيضًا مجموعة اختبار وإجراءات معايرة لمقارنة أداء تنفيذات ما بعد الكم. علاوة على ذلك، يوفر كيو كيو إس أيضًا تكامل ليبوكس في أوبن إس إس إل.
اعتبارًا من مارس 2023، يتم دعم خوارزميات تبادل المفاتيح التالية:
اعتبارًا من أغسطس 2024، نشر المعهد الوطني الأمريكي للمعايير والتكنولوجيا ثلاث خوارزميات أدناه كمعايير إف آي بي إس ومن المتوقع صدور الخوارزمية الرابعة قرب نهاية العام:
| الخورازمية                         | النوع                                               |
| ---------------------------------- | --------------------------------------------------- |
| إف آي بي إس-203: بلورات-كيبر       | إم إل-كيم: تعلم الوحدة مع وجود خطأ                  |
| ماكليس الكلاسيكية                  | رموز غوبا                                           |
| بايك                               | الرموز                                              |
| إتش كيو سي                         | الرموز                                              |
| فرودو                              | التعلم مع الأخطاء                                   |
| نترو                               | التشفير القائم على الشبكة ‏                          |
| إف آي بي إس-204: بلورات-الديليثيوم | إم إل-دي إس إيه: حل الأعداد الصحيحة القصيرة للوحدة ‏ |
| إف آي بي إس-206: فالكون            | إف إن-دي إس إيه: حل عدد صحيح قصير ‏                  |
| إف آي بي إس-205: سفنكس+            | SLH-دي إس إيه: يعتمد على التجزئة                    |

الإصدارات القديمة المدعومة التي تمت إزالتها بسبب تقدم مشروع معايير التشفير ما بعد الكم التابع للمعهد الوطني للمعايير والتكنولوجيا ‏ هي:
| الخورازمية     | النوع                                |
| -------------- | ------------------------------------ |
| بي سي إن إس 15 | تعلم الحلقة مع تبادل مفاتيح الأخطاء ‏ |
| نيوهوب         | تعلم الحلقة مع تبادل مفاتيح الأخطاء ‏ |
| سيده           | تبادل مفتاح التماثل المتماثل الفائق ‏ |
| مك بيتس        | رموز تصحيح الأخطاء                   |

## التنفيذ
يُعتبر تنفيذ خوارزميات آمنة كميًا في الأنظمة الحالية أحد التحديات الرئيسية في التشفير ما بعد الكم. هناك اختبارات تم إجراؤها، على سبيل المثال، بواسطة أبحاث مايكروسوفت لتنفيذ بي آي سي إن آي سي في بي كيه آي باستخدام وحدات أمان الأجهزة. تم أيضًا تنفيذ اختبارات لخوارزمية نيوهوب الخاصة بشركة جوجل بواسطة بائعي وحدة أمن العتاد المعيارية. في أغسطس 2023، أصدرت جوجل تنفيذًا لمفتاح أمان فيدو2 لمخطط توقيع هجين إي سي سي / ديليثيوم والذي تم إجراؤه بالشراكة مع المعهد الاتحادي السويسري للتقانة في زيورخ.
يستخدم بروتوكول الإشارة تقنية ديفي-هيلمان الممتد بعد الكم ‏ (بي كيو إكس دي إتش).
في 21 فبراير 2024، أعلنت شركة أبل أنها ستقوم بتحديث بروتوكول آي مسج الخاص بها باستخدام بروتوكول بي كيو سي جديد يسمى «بي كيو 3»، والذي سيستخدم التشفير المستمر. وذكرت شركة أبل أنه على الرغم من أن أجهزة الكمبيوتر الكمومية غير موجودة بعد، إلا أنها أرادت التخفيف من المخاطر الناجمة عن أجهزة الكمبيوتر الكمومية المستقبلية بالإضافة إلى سيناريوهات الهجوم التي يطلق عليها «الحصاد الآن، وفك التشفير لاحقًا ‏». صرحت شركة أبل بأنها تعتقد أن تطبيق بي كيو 3 الخاص بها يوفر الحماية «التي تتفوق على تلك الموجودة في جميع تطبيقات المراسلة الأخرى المنتشرة على نطاق واسع»، وذلك لأنها تستخدم مفاتيح مستمرة. تعتزم أبل استبدال بروتوكول آي مسج الحالي بالكامل في جميع المحادثات المدعومة ببي كيو 3 بحلول نهاية عام 2024. كما قامت شركة أبل أيضًا بتحديد مقياس لتسهيل مقارنة خصائص الأمان لتطبيقات المراسلة، مع مقياس يمثل مستويات تتراوح من 0 إلى 3: 0 لعدم وجود نهاية إلى نهاية بشكل افتراضي، و1 لنهاية إلى نهاية ما قبل الكم بشكل افتراضي، و2 لإنشاء مفتاح بي كيو سي فقط (على سبيل المثال بي كيو إكس دي إتش)، و3 لإنشاء مفتاح بي كيو سي وإعادة التشفير المستمرة (بي كيو 3).
وتشمل التنفيذات الأخرى الجديرة بالملاحظة ما يلي:
- قلعة نطاطة  [لغات أخرى]‏[92]
- ليبوكس[93]

### التشفير الهجين

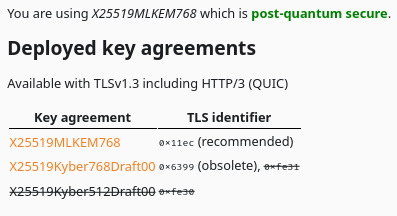
لقطة شاشة لصفحة اختبار اتفاقية مفتاح ما بعد الكم من كلاود فلير التي تُظهر فيرفكس 135.0 باستخدام إكس 25519 ملكيم768

حافظت شركة جوجل على استخدام «التشفير الهجين» في استخدامها للتشفير ما بعد الكم: كلما تم استخدام مخطط ما بعد الكم جديد نسبيًا، يتم دمجه مع مخطط غير بي كيو أكثر إثباتًا. ويتم ذلك لضمان عدم تعرض البيانات للخطر حتى لو تبين أن خوارزمية بي كيو الجديدة نسبيًا معرضة لهجمات غير كمية قبل عام 202Q. يتم استخدام هذا النوع من المخططات في اختبارات عامي 2016 و2019 لتي إل إس بعد الكم، وفي مفتاح فيدو2 لعام 2023. في الواقع، تم كسر إحدى الخوارزميات المستخدمة في اختبار عام 2019، سايك، في عام 2022، ولكن طبقة إكس 25519 غير بي كيو (المستخدمة بالفعل على نطاق واسع في تي إل إس) لا تزال تحمي البيانات. كما أن بي كيو 3 من أبل وبي كيو إكس دي إتش من سيغنال هما أيضًا هجينان.
وتجادل وكالة الأمن القومي الأميركية وهيئة الاتصالات الحكومية البريطانية ضد التشفير الهجين، مدعيتين أنه يضيف تعقيداً إلى عملية التنفيذ والانتقال. يزعم دانييل جيه بيرنشتاين، الذي يؤيد التشفير الهجين، أن هذه الادعاءات كاذبة.

## للقراءة الإضافية
- The PQXDH Key Agreement Protocol Specification
- Post-Quantum Cryptography. Springer. 2008. ص. 245. ISBN:978-3-540-88701-0. مؤرشف من الأصل في 2015-01-15.
- Isogenies in a Quantum World نسخة محفوظة 2014-05-02 على موقع واي باك مشين.
- On Ideal Lattices and Learning With Errors Over Rings
- Kerبeros Revisited: Quantum-Safe Authentication
- The بي آي سي إن آي سي signature scheme
- Buchmann, Johannes A.; Butin, Denis; Göpfert, Florian; Petzoldt, Albrecht (2016). "Post-Quantum Cryptography: State of the Art". The New Codebreakers: Essays Dedicated to David Kahn on the Occasion of His 85th Birthday (بالإنجليزية). Springer. pp. 88–108. DOI:10.1007/978-3-662-49301-4_6. ISBN:978-3-662-49301-4.
- Bernstein، Daniel J.؛ Lange، Tanja (2017). "Post-quantum cryptography". نيتشر (مجلة). ج. 549 ع. 7671: 188–194. Bibcode:2017Natur.549..188B. DOI:10.1038/nature23461. PMID:28905891.
- Kumar، Manoj؛ Pattnaik، Pratap (2020). "Post Quantum Cryptography(PQC) - an overview: (Invited Paper)". 2020 IEEE High Performance Extreme Computing Conference (HPEC). ص. 1–9. DOI:10.1109/HPEC43674.2020.9286147. ISBN:978-1-7281-9219-2.
- Campagna، Matt؛ LaMacchia، Brian؛ Ott، David (2021). "Post Quantum Cryptography: Readiness Challenges and the Approaching Storm". Computing Community Consortium. arXiv:2101.01269.
- Yalamuri، Gagan؛ Honnavalli، Prasad؛ Eswaran، Sivaraman (2022). "A Review of the Present Cryptographic Arsenal to Deal with Post-Quantum Threats". Procedia Computer Science. ج. 215: 834–845. DOI:10.1016/j.procs.2022.12.086.
- A bot will complete this citation soon. Click here to jump the queue أرخايف:2202.02826.
- Joseph، David؛ Misoczki، Rafael؛ Manzano، Marc؛ Tricot، Joe؛ Pinuaga، Fernando Dominguez؛ Lacombe، Olivier؛ Leichenauer، Stefan؛ Hidary، Jack؛ Venables، Phil؛ Hansen، Royal (2022). "Transitioning organizations to post-quantum cryptography". نيتشر (مجلة). ج. 605 ع. 7909: 237–243. Bibcode:2022Natur.605..237J. DOI:10.1038/s41586-022-04623-2. PMID:35546191.
- Richter، Maximilian؛ Bertram، Magdalena؛ Seidensticker، Jasper؛ Tschache، Alexander (2022). "A Mathematical Perspective on Post-Quantum Cryptography". Mathematics. ج. 10 ع. 15: 2579. DOI:10.3390/math10152579.
- Li، Silong؛ Chen، Yuxiang؛ Chen، Lin؛ Liao، Jing؛ Kuang، Chanchan؛ Li، Kuanching؛ Liang، Wei؛ Xiong، Naixue (2023). "Post-Quantum Security: Opportunities and Challenges". المِحسَّات  [لغات أخرى]‏. ج. 23 ع. 21: 8744. Bibcode:2023Senso..23.8744L. DOI:10.3390/s23218744. PMC:10648643. PMID:37960442.{{استشهاد بدورية محكمة}}:  صيانة الاستشهاد: علامات ترقيم زائدة (link)
- Dam، Duc-Thuan؛ Tran، Thai-Ha؛ Hoang، Van-Phuc؛ Pham، Cong-Kha؛ Hoang، Trong-Thuc (2023). "A Survey of Post-Quantum Cryptography: Start of a New Race". Cryptography. ج. 7 ع. 3: 40. DOI:10.3390/cryptography7030040.
- Bavdekar، Ritik؛ Jayant Chopde، Eashan؛ Agrawal، Ankit؛ Bhatia، Ashutosh؛ Tiwari، Kamlesh (2023). "Post Quantum Cryptography: A Review of Techniques, Challenges and Standardizations". 2023 International Conference on Information Networking (ICOIN). ص. 146–151. DOI:10.1109/ICOIN56518.2023.10048976. ISBN:978-1-6654-6268-6.
- Sood، Neerav (2024). "Cryptography in Post Quantum Computing Era". شبكة أبحاث العلوم الاجتماعية. DOI:10.2139/ssrn.4705470.
- Rawal، Bharat S.؛ Curry، Peter J. (2024). "Challenges and opportunities on the horizon of post-quantum cryptography". APL Quantum. ج. 1 ع. 2. DOI:10.1063/5.0198344.
- Bagirovs، Emils؛ Provodin، Grigory؛ Sipola، Tuomo؛ Hautamäki، Jari (2024). "Applications of Post-quantum Cryptography". European Conference on Cyber Warfare and Security. ج. 23 ع. 1: 49–57. arXiv:2406.13258. DOI:10.34190/eccws.23.1.2247.
- A bot will complete this citation soon. Click here to jump the queue أرخايف:2403.11741.
- Singh، Balvinder؛ Ahateshaam، Md؛ Lahiri، Abhisweta؛ Sagar، Anil Kumar (2024). "Future of Cryptography in the Era of Quantum Computing". Innovations in Electrical and Electronic Engineering. Lecture Notes in Electrical Engineering. ج. 1115. ص. 13–31. DOI:10.1007/978-981-99-8661-3_2. ISBN:978-981-99-8660-6.

## وصلات خارجية
- بي كيو كريبتو، مؤتمر التشفير ما بعد الكم
- جهد معايير الأمان الكمي من ETSI
- مشروع التشفير ما بعد الكم التابع للمعهد الوطني للمعايير والتكنولوجيا
- استخدام ونشر بي كيو كريبتو
- تكلفة شهادة إيزو 27001
- إيزو 22301:2019 – الأمن والمرونة في الولايات المتحدة